# 뮈자히르 실레
뮈자히르 실레(튀르키예어: Müzahir Sille, 1931년 9월 21일~2016년 5월 17일)는 튀르키예의 레슬링 선수이다. 1960년 하계 올림픽 그레코로만형 레슬링 페더급에서 우승하였으며 세계 선수권 대회에서 2회 준우승을 차지했다.
튀르키예 국가대표를 은퇴한 후에는 서독으로 건너가 레슬링 선수로 활동했다. 1986년에 귀국한 후 노숙자 구호 활동 등의 여러 비영리 활동을 하다가 2016년에 사망했다.